# Gabriella Pizzolo
Gabriella Grace Pizzolo (10 de març de 2003) és una actriu i cantant estatunidenca. Va guanyar reconeixement a Broadway per la seua interpretació com a Matilda a Matilda the Musical (2013) i Fun Home (2015). El 2019, va rebre un reconeixement generalitzat pel seu paper de Suzie Bingham a Stranger Things.

## Biografia
Pizzolo va aparéixer en diverses produccions regionals abans de debutar a Broadway com a protagonista de Matilda the Musical. Havia fet una audició per al repartiment original de Matilda i va rebre diverses trucades, però no va ser contractada. Va tornar a fer una audició i va tenir èxit, fent la seua primera interpretació del paper el 22 de desembre de 2013. Va fer diverses aparicions públiques com a Matilda. La seua darrera actuació en el paper va ser el 13 de setembre de 2014. El març de 2015, va ser seleccionada com a substituta per als papers de Small Alison, Christian i John al musical Fun Home. Després de la marxa de Sydney Lucas l'octubre de 2015, va assumir el paper de Small Alison. Durant el seu periode en el paper, va interpretar "Ring of Keys" en diversos esdeveniments, inclosos els 20th SAGE Awards i a la Casa Blanca. Va fer el paper fins que la producció es va tancar el 10 de setembre de 2016.
L'octubre de 2016, va actuar en la versió de concert de Sunday in the Park with George al New York City Center. Des del gener de 2017, va interpretar Opal al musical Because of Winn Dixie al Festival Shakespeare d'Alabama. També va donar veu a Cricket a la sèrie Butterbean's Café el 2018. Interpreta a Suzie Bingham a la temporada 3 de Stranger Things el 2019, tornant a repetir el seu paper a la quarta temporada el 2022.
Pizzolo viu a l'estat de Nova York amb els seus pares i la seua germana petita. La seua mare, Natalie, és mestra i la va educar a casa quan estava a Matilda. Pizzolo és no-binària, utilitza pronoms she/they i és pansexual.